# Enciclopedie

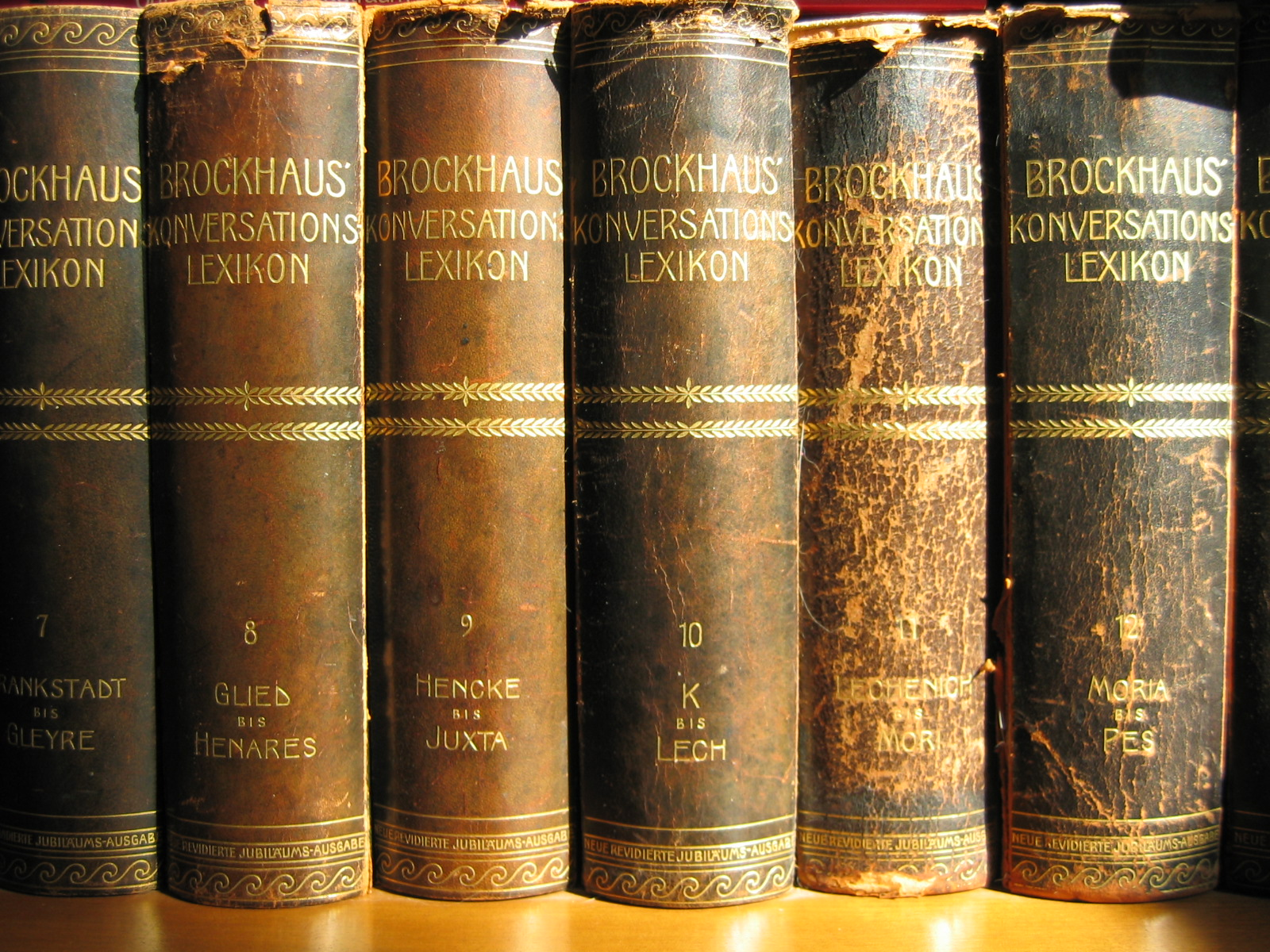
Brockhaus Enzyklopädie

O enciclopedie este un compendiu lexicografic, scris în mod sistematic, al cunoștințelor umane.
Acest termen vine din greacă: εγκύκλιος παιδεία, enkyklios paideia („într-un cerc al cunoașterii”).
Enciclopediile pot fi generale, conținând articole din toate domeniile (ex: Encyclopædia Britannica) sau pot fi specializate doar pe un anume domeniu (ex: enciclopedii de muzică, fizică, etc.). În afară de acestea mai există și enciclopedii cu o varietate de domenii dintr-o singură țară sau cultură (ex: Marea Enciclopedie Sovietică sau Rocarta).
Lucrări enciclopedice s-au făcut în mare parte din istoria omenirii, dar termenul de enciclopedie nu a fost utilizat înainte de secolul XVI.

## Primele lucrări enciclopedice
Scriitori din antichitate (ex: Aristotel) au încercat să creeze o lucrare care să cuprindă toată cunoașterea umană din acea vreme. Un exemplu este Naturalis Historia de Pliniu cel Bătrân.
Faimoasa Enciclopedie Britanică a avut un început modest, între 1768 și 1771 au fost publicate trei volume. Poate cea mai cunoscută enciclopedie a acelor vremuri a fost Enciclopedia Franceză, enciclopedie editată de către Jean Baptiste le Rond d'Alembert și Denis Diderot, fiind terminată în 1772, având 28 de volume, 71.818 articole și 2.885 de ilustrații.

## Enciclopedii pentru copii
Astăzi, o sumedenie de enciclopedii bazate pe multe subiecte au fost tipărite. Acestea există și în format pentru copii, având nume ca mica enciclopedie a copiilor sau prima mea enciclopedie.